# Luis Antonio de Belluga Moncada
El cardenal Belluga (Luis Antonio de Belluga Moncada) va nàixer a Motril, Granada, el 30 de novembre de 1662 i va morir a Roma, Itàlia, el 22 de febrer de 1743. A l'edat primerenca de 14 anys va rebre els ordes menors en el seminari. Sent ja sacerdot va ocupar els càrrecs de lectoral de la Catedral de Còrdova, canonge magistral de la Catedral de Zamora i professor al Col·legi de Sant Jaume a Granada.
Durant la Guerra de Successió espanyola en 1702 a Espanya, es va decantar per Felip V i va col·laborar per instaurar la nova casa reial dels Borbons. El 9 de febrer de 1705 Felip V el nomena Bisbe de la Diòcesi de Cartagena, així com virrei de Múrcia i València. Més endavant, el papa Climent XI el nomena Cardenal el 29 de novembre de 1719.
El Cardenal Belluga va desenvolupar una important tasca en la ciutat de Múrcia. I a la comarca del Baix Segura, amb el polèmic Pla de les Pies Fundacions va impulsar la colonització de noves terres, la fundació de nuclis de població (Dolors, Sant Felip Neri (Crevillent) i Sant Fulgenci), la millora dels col·legis, la creació del Seminari de Teòlegs, el sanejament de pantans, la construcció de cases-hospici i hospitals i altres projectes evangelitzadors.